# Mantí d'endevinació

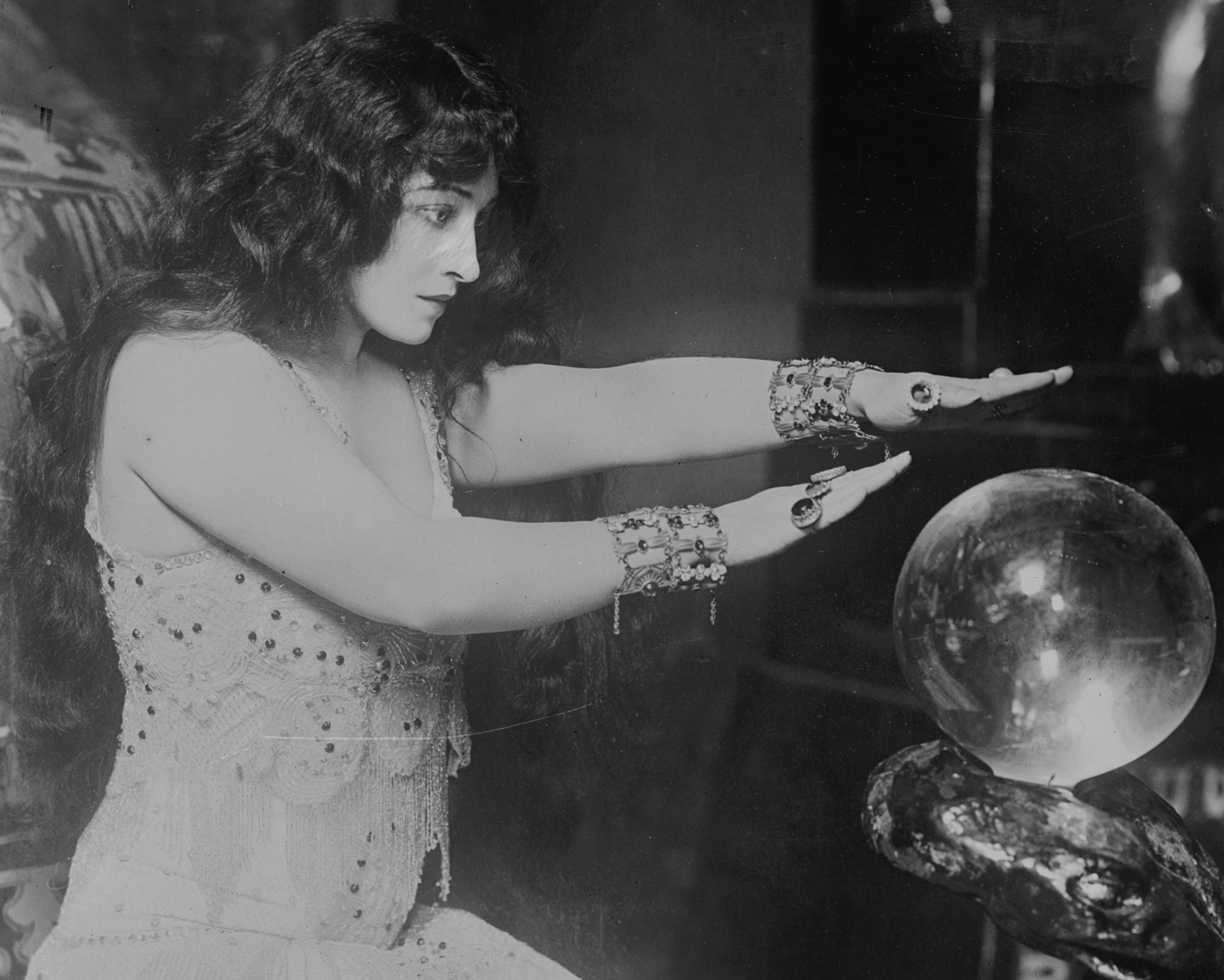

El mantí d'endevinació o el mirar a través del cristall és una forma màntica o d'endevinació on s'aconsegueix un trànsit d'inducció per mitjà de mirar un cristall. També és conegut com a cristal·lomància, gastromància, i esferomància.

## Varietats de mètodes i materials
A causa que l'ús de la bola de cristall ha estat desenvolupada per gent de diverses cultures a través d'un llarg període, 'a través del cristall es refereix a diversos mètodes diferents dins de l'ús d'una varietat d'objectes diferents, i hi ha diverses escoles de pensament pel que fa a les fonts de les visions i el trànsit a través del cristall.
La cristal·lomància pot ser emprada per professionals—a vegades dits "lectors" o "vidents"—per a una varietat de propòsits, incloent per a predir esdeveniments llunyans o futurs, per donar anàlisis de caràcter, fins a endevinar el futur, o ajudar al client a prendre decisions sobre situacions i problemes actuals.
Pel que fa a l'eina o l'objecte que s'utilitza per induir al trànsit, el mantí-cristall, dita cosa es pot aconseguir amb qualsevol objecte brillant, com una joia de pedra cristal·lina o un mirall convex-però en la pràctica comuna, una bola de cristall és més usada. La grandària de la bola preferida varia molt entre els que practiquen la cristal·lomància.
Entre els estris s'inclouen la bola de cristall, l'espill, les joies i la superfície de l'aigua.
Pel que fa a l'origen en si mateix de les visions en trànsit, alguns practicants afirmen que generen experiències visionàries i sobrenaturals o experiències que faciliten la comprensió sobrenatural, mentre que altres pensen que les visions sorgeixen del subconscient del contemplador del cristall. Alguns autors accepten que les dues posicions que no són mútuament incompatibles.